# 陈伯吹国际儿童文学奖
陈伯吹国际儿童文学奖，1981年建立，起初名叫儿童文学园丁奖，1988年更名為陈伯吹儿童文学奖，2014年更名為陈伯吹国际儿童文学奖。奖项建立者是儿童文学作家陈伯吹，从2000年开始，每2年颁奖一次。同“冰心儿童文学新作奖”、“宋庆龄儿童文学奖”、“全国优秀儿童文学奖”列为中国大陆四大儿童文学奖。

## 届次

### 第1到10届
第1到10届大奖主要作品和作者：吴梦起《老鼠看下棋》、邱勋《No! No! No!》、郑春华《圆圆和圈圈》、程玮《来自异国的孩子》、萧育轩《乱世少年》、朱新望《小狐狸花背》、沈石溪《退役军犬黄狐》、沈百英《六个矮儿子》、施雁冰《鸦鸦》、任大霖《龙风》、杨笑影《失血的太阳》、杜淑贞《十二岁的故事》

### 第11到20届
第11到20届大奖主要作品和作者：周基亭《神秘的眼睛》、朱效文《风景》、简平《回归》、毕淑敏《同你现在一般大》、谢华《楼道》、谷应《过客》、谢倩霓《日子》、张之路《鼓掌员的荣誉》、郑春华《大头儿子小头爸爸》、周锐《出窍》

### 第22届
- 大奖：季有干《大芦荡》
- 优秀作品奖：张秋生《新小巴掌童话》、李学斌《蔚蓝色的夏天》、流火《黑夜》、殷健灵《听见萤火虫》、郁雨君《把爸爸寄出去》、韩青辰《飞翔哪怕翅膀断了心》、谢倩霓《青春潘多拉》、彭学军《同窗的妩媚时光》、孙建成《水中的男孩》、卡卡《盘子筷子碗》、常福生《有孩子的地方》

### 第23届
- 大奖：邱易东《空巢十二月》
- 优秀作品奖：安武林《老蜘蛛的一百张床》、郑春华《非常小子马鸣加》、魏捷《如果一个小孩想生气》、俞愉《SD娃的眼泪》、谢倩霓《家有谢天谢地》、吕丽娜《如果你有一块钱》、汤汤《别去5厘米之外》、萧萍《新年明信片》、彭懿《我捡到一条喷火龙》、流火《简单》、张晖月《青春的散场》
- 杰出贡献奖：圣野

### 第24届
- 大奖：张弘《玫瑰方》
- 优秀作品奖：殷健灵《少年夏之秋》、彭懿《欢迎光临魔法池塘》、徐玲《31天忽视被爱》、王春鸣《一个男孩、一百条蚕和一个茧》、卢颖《豪猪的花园》、沈石溪《白天鹅》、三三《时光中的孩子》、陆梅《当着落叶纷飞》、张洁《最亮的一盏灯》、慈琪《命名》
- 杰出贡献奖：周晓
- 特别奖：简平《上海少年儿童报刊简史》